# Jelena Wjatscheslawowna Judina
Jelena Wjatscheslawowna Judina (russisch Елена Вячеславовна Юдина; * 22. April 1988 in Woronesch) ist eine russische Skeletonpilotin.
Jelena Judina betreibt seit 2005 Skeleton und gehört seit 2006 zum russischen Nationalkader. Sie lebt in Woronesch und wird von B.A. Ruzin trainiert. Im November 2006 gab sie ihr Debüt im Skeleton-Europacup. Bei einem Rennen in Igls belegte sie den 13. Platz. In der Folgesaison 2007/08 wurde Judina zwar noch im ersten Rennen in Igls disqualifiziert, doch folgten anschließend mehrere Rennen mit ausnehmend guten Ergebnissen. Die beiden letzten Saisonrennen in Winterberg konnte die junge Russin gewinnen und damit in der Gesamtwertung den dritten Platz hinter Bella Sterlikowa und Katharina Hamann belegen. In der folgenden Saison gewann sie drei der Acht Europacup-Rennen und musste sich in der Gesamtwertung nur der Deutschen Sarah Sartor geschlagen geben. Ihre drei Siege schaffte die Russin alle in Igls und alle binnen zweier Tage.
Bei der Weltmeisterschaft 2011 in Königssee wurde Judina Zehnte.